# Ahmet Robenson

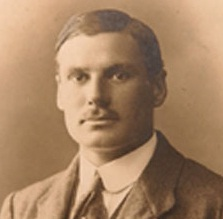
Ahmet Robenson (1911)

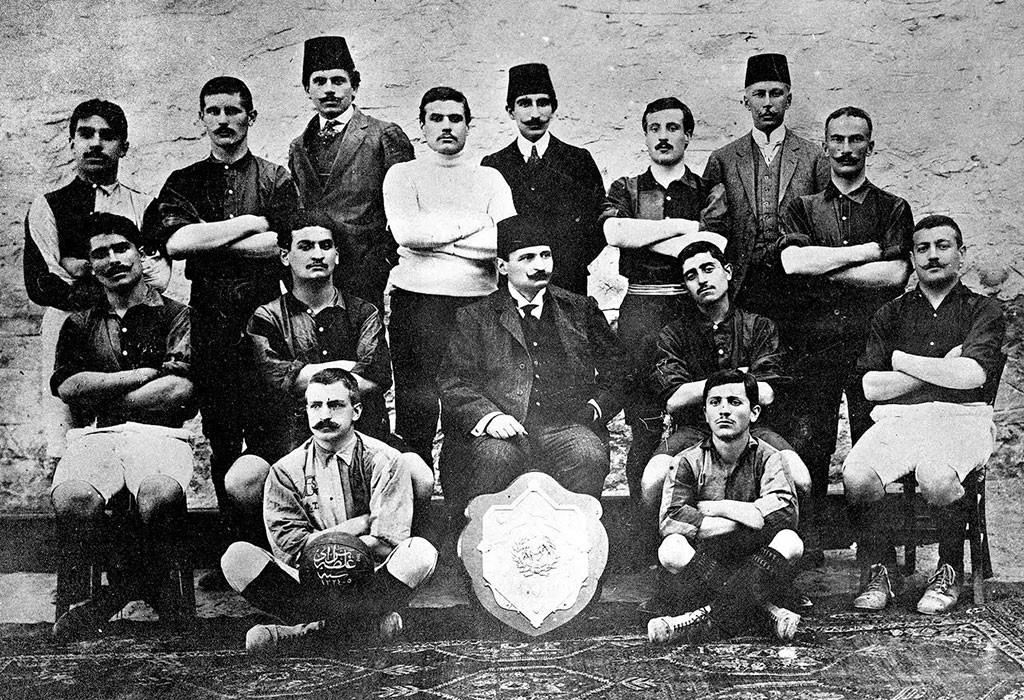
Das Fußball-Team von Galatasaray in der Saison 1908/09 mit Robenson in der hinteren Reihe im weißen Pullover

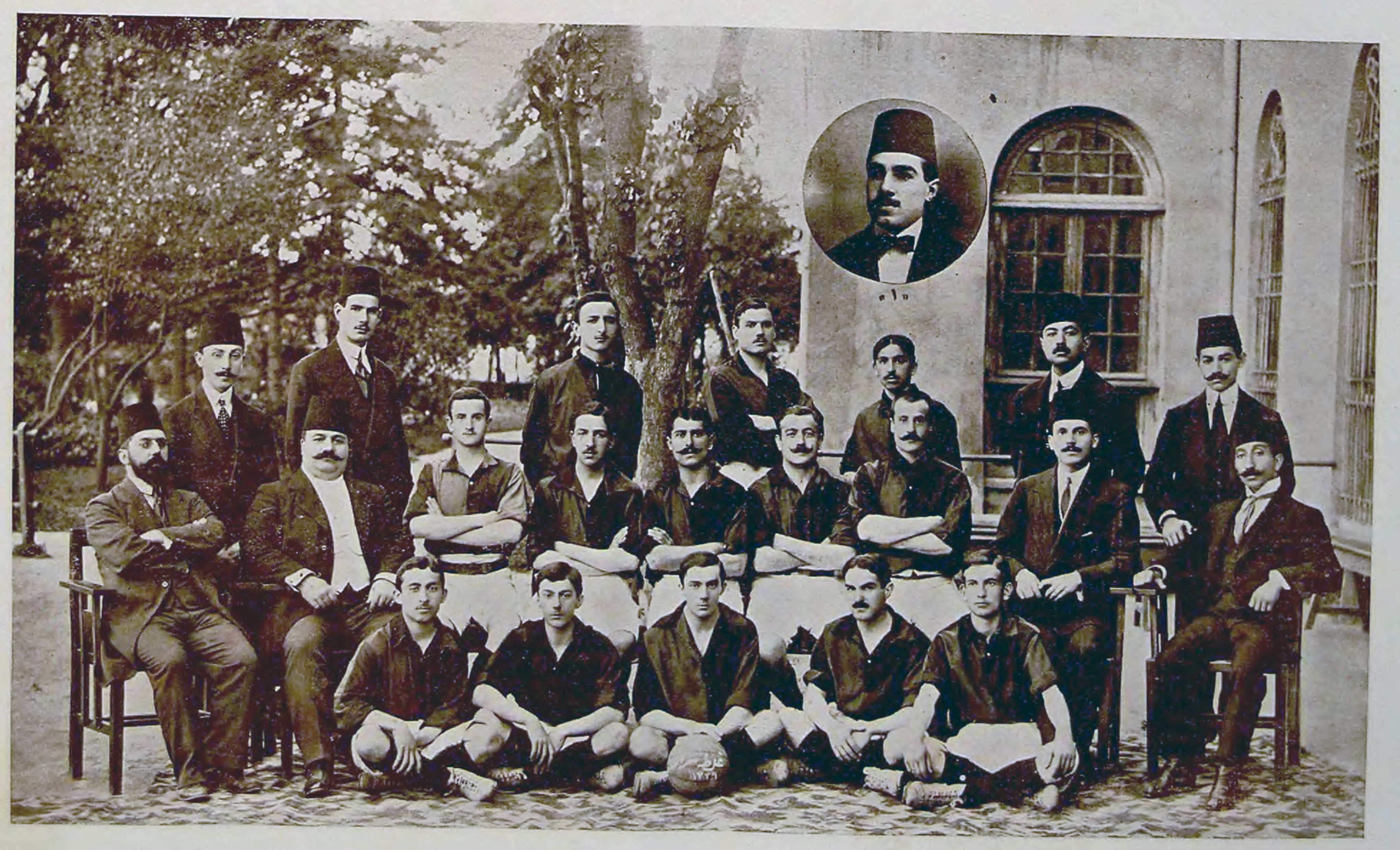
Das Team im Jahre 1914, mit Robenson in der hinteren Reihe (mit verschränkten Armen)

Ahmet Robenson, eigentlich Peel Harold Robinson (* Mai 1889 in Kalimpong, Britisch-Indien; † 3. Oktober 1965 in Tarrytown, New York) war ein türkischer Sportlehrer britischer Herkunft und späterer US-Bürger. Er gilt als Pionier verschiedener Sportarten wie Basketball, Hockey und Tennis sowie der Pfadfinderbewegung im Osmanischen Reich, gehörte zu den Mitbegründern von Galatasaray S.K. und war dessen erster Torwart. Ende der 1920er Jahre wanderte er in die USA aus, da seine Pläne zunehmend auf den Widerstand türkischer Nationalisten gestoßen waren.

## Biographie

### Jugend und Ausbildung
Peel Harold Robinson war ein Sohn von Hannah Rodda (1854–1948) und Spencer Robinson (1848–1889); er hatte fünf Geschwister und zudem eine Halbschwester, Gertrude Eisenmann, aus einer vorehelichen Beziehung der Mutter sowie drei weitere Halbgeschwister aus der ersten Ehe des Vaters. Spencer Robinson stammte aus dem Dorf East Keal in Lincolnshire, die Mutter war in Stepney geboren und in London aufgewachsen. Die Robinsons betrieben eine Teepflanzung im Distrikt Darjeeling in Britisch-Indien, und Spencer Robinson arbeitete zudem für die Darjeeling Himalayan Railway. Er starb 1889 im Alter von 51 Jahren in Kalimpong.
Im Jahr darauf ging seine Witwe Hannah mit den Kindern zurück nach England. Dort heiratete sie den angeblichen afghanischen „Warlord“ und Okulisten „Dr. Gholab Shah“ in der Liverpooler Moschee des islamischen Konvertiten Abdullah Quilliam. Über die Heirat wurde in den Zeitungen berichtet. Hannah und ihre Kinder konvertierten zum Islam und zogen mit Gholab Shah nach Konstantinopel. Sie nahmen islamische Vornamen an und änderten ihren Nachnamen in Robenson: So wurde aus Peel Harold Robinson Ahmet Robenson. Shah entpuppte sich als Heiratsschwindler: Er hieß eigentlich Eliahie Bosche, stammte aus Indien und hatte mindestens vier weitere Ehefrauen. Er bedrohte und misshandelte Hannah Robinson und brachte sie um ihr Geld. Hannah Robinson ließ sich von ihm scheiden, wobei sie von Sultan Abdülhamid II. und Quilliam unterstützt wurde, und heiratete anschließend den türkischen Offizier Ahmed Bahri, von dem sie einen weiteren Sohn, Fevzi, bekam.
Durch die Vermittlung von Zeki Pascha, einem General der Osmanischen Armee, erhielten die drei Söhne von Hannah – Yakup (Spencer John Bernard), Abdurrahman (Eugene B.) und Ahmet – Plätze am Militärgymnasium Kuleli. Wie seine Brüder wechselte Ahmet später auf Wunsch seiner Mutter zum Galatasaray Lisesi, da sie nicht wollte, dass ihre Söhne Soldaten wurden. Ahmet Robenson sprach fließend Englisch, Französisch und Osmanisch. 1909 fungierte er als Reiseführer und Übersetzer des amerikanischen Journalisten Herman Bernstein, als dieser den amtierenden Schaich al-Islam interviewte.

### Engagement im Sport und in der Pfadfinderbewegung
Nach seinem Schulabschluss wurde Ahmet Robenson Sportlehrer am Galatasaray Lisesi, und sein Bruder Abdurrahman erhielt den gleichen Posten am İstanbul Erkek Lisesi. Ihre Namen „gingen in die türkische Sportgeschichte ein“. Robensons Lehrmeister war Ali Faik, einer der ersten Turnlehrer im Osmanischen Reich. Faik wiederum hatte seine Ausbildung in Berlin erhalten. Er vertrat die Philosophie, und sein Schüler Robenson mit ihm, dass Turnen wichtig sei für Körper und Seele und dabei helfe, zu einem vielseitigen Individuum zu werden.
1905 gehörten die drei Robenson-Brüder zu den ersten Mitgliedern des neugegründeten Fußballvereins Galatasaray S.K., und Ahmet Robenson ist bei der offiziellen Gründung als Gründungsmitglied mit der Nummer 9 aufgeführt. Noch wenige Jahre zuvor war Muslimen das Fußballspielen verboten und Ahmet Robenson deshalb verhaftet, aber wegen seiner englischen Herkunft schnell wieder entlassen worden. Inzwischen wurde die Einführung der Sportart politisch unterstützt, etwa vom Komitee für Einheit und Fortschritt. Am 25. November 1906 bestritt das Team von Galatasaray sein erstes offizielles Spiel in der İstanbul Pazar Ligi (Istanbul Sonntagsliga). Die gegnerische Mannschaft bestand aus Seeleuten des HMS Imogene FC auf einem Gelände, auf dem sich heute das Stadion von Fenerbahçe Istanbul befindet. Ahmet Robenson stand bei diesem Spiel im Tor; er galt damals als der beste Torwart Konstantinopels, sein älterer Bruder Abdurrahman spielte als Außenverteidiger. Ahmet spielte Fußball für Galatasaray bis zum Ersten Weltkrieg, und das Team gewann die Liga von 1909 bis 1911 drei Mal in Folge. In den zwei letzten Saisons erzielte Galatasaray 51 Tore bei vier Gegentoren, bei denen Robenson im Tor stand.
1911 organisierte Robenson am Galatasaray Lisesi die ersten Basketballspiele im Land, und er übersetzte die Regeln anhand eines Zeitschriftenartikels aus den USA in die osmanische Sprache. Erste Versuche, das Spiel zu spielen, waren nicht erfolgreich, da Robenson die Regeln nur rudimentär hatte nachschlagen können und sich die Spieler vielfach gegenseitig verletzt hatten. Auch propagierte er Hockey sowie Rollschuhlaufen. Er initiierte das erste Rollhockeyspiel in Konstantinopel, bei dem Galatasaray gegen das Team Scorpions antrat, das sich aus Besatzungsmitgliedern der amerikanischen Dampfyacht USS Scorpion zusammensetzte. 1909 wurde der erste Tennisplatz eingeweiht, und wieder war Robenson involviert. 1913 unternahmen Mitglieder von Galatasaray und Fenerbahçe eine Tour durch das Reich, um in weiteren Landesteilen verschiedene Sportarten vorzustellen. 1914 wurde Ahmet Robenson zum Kapitän des Ruderteams von Galatasaray ernannt und in den Schulvorstand des Galatasaray Lisesi gewählt. Sein Bruder Abdurrahman und er selbst waren Mitglieder des Ruderachters von Galatasaray, der 1913 und 1914 die nationale Meisterschaft gewann. Auch betätigte sich Ahmet Robenson als Sportjournalist.
1911 gründeten Ahmet und Abdurrahman Robenson die erste Pfadfindergruppe im Osmanischen Reich; die Bewegung war vier Jahre zuvor in England ins Leben gerufen worden. Sie organisierten erste Camps, und Ahmet Robenson initiierte an der Haydarpaşa Ittihat Mektebi ein erstes Lager für Mädchen.

### Erster Weltkrieg und die Jahre danach

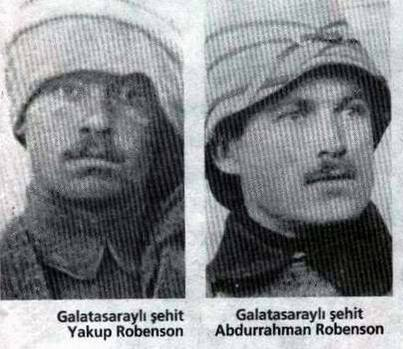
Die Brüder von Ahmet Robenson, die im Ersten Weltkrieg fielen: Yakup (l.) und Abdurrahman (hier als „Märtyrer“ (şehit) bezeichnet)

Bei Ausbruch des Ersten Weltkriegs meldeten sich Yakup, Ahmet und Abdurrahman Robenson freiwillig zum Dienst in der osmanischen Armee, ungeachtet der Einwände von Familie und Bekannten wegen ihrer britischen Herkunft. Abdurrahman erlitt an der Kaukasusfront schwere Erfrierungen, und seine Füße mussten amputiert werden. Dennoch starb er, entweder im April 1915 oder im Januar 1916 (das genaue Todesdatum ist nicht bekannt). Das Schicksal von Yakup, der als Leutnant in einer Kamelkompanie diente, ist unklar: Er soll am 23. April 1916 bei Gefechten nahe der Oase Qatia auf dem Sinai gefallen sein, es gibt jedoch Dokumente in den osmanischen Archiven, wonach er im Dezember 1916 wegen Verrats hingerichtet worden sein soll. Der Historiker Gareth Winrow bezweifelt diese Darstellung, zumal Abdurrahman nach dem Krieg als „Märtyrer“ bezeichnet wurde. Ahmet Robenson, der zeitweise ebenfalls an der Kaukasusfront stationiert war, überlebte den Krieg. Im April 1916 hatte er einen Brief an Ali Sami Yen, den Präsidenten von Galatasaray, geschickt, mit einem Foto von sich in Armeekleidung und unterschrieben mit „Ahmet Robenson, Angehöriger der dritten Armee, Schlittenlehrer, [und] Mitglied des Galatasaray Club (Galatasarayl).“ Sein Bruder Abdurrahman hatte gar darum gebeten, mit seinen Clubmedaillen beerdigt zu werden.
Nach Kriegsende fand Robenson eine Tätigkeit als Übersetzer und Vermittler zwischen der britischen Besatzungsarmee im Kaukasus und dem Islamischen Rat Kars, der später die Regierung der kurzlebigen Südwest-Kaukasischen Republik bildete. Im April 1919 lösten die Briten Regierung und Parlament in Kars auf, ließen die Mitglieder verhaften, und Kars wurde unter armenische Verwaltung gestellt. Drei Monate später befand sich Robenson in Oltu, das sich für unabhängig erklärt hatte, aber später von armenischen und anschließend von türkischen Truppen erobert wurde. Es kam der Verdacht auf, und das nicht zum ersten Mal, Robenson sei ein britischer Spion, was durch den kritisch gehaltenen Inhalt der Korrespondenz (die offenbar überwacht wurde) zwischen ihm und seiner Familie verstärkt wurde. General Kâzım Karabekir befürwortete Robensons Verhaftung, die aber nicht erfolgte. In den folgenden Jahren blieb Ahmet Robenson unbehelligt, und er verkehrte in den prominenten Kreisen der Republik Türkei. Seine Loyalität zum türkischen Staat wurde aber immer wieder angezweifelt, und es erschienen Zeitungsartikel, in denen seine Rolle in der Südwest-Kaukasischen Republik falsch und verleumderisch dargestellt wurde.
Kurz nach den Ereignissen in der Südwest-Kaukasischen Republik im April 1919 heiratete Ahmet Robenson Nina Yankovski, die für die Regierung in Kars gearbeitet hatte; sie nahm den Namen Fatma an. Sie stammte aus Hrodna, einem ursprünglich polnischen Ort, der damals unter russischer Verwaltung stand und heute zu Belarus gehört. Ahmet Robenson gab in einem Brief an seine Halbschwester Gertrude an, seine Frau beherrsche Englisch, Französisch, Deutsch, Polnisch, Russisch, Ukrainisch und Türkisch. Das Ehepaar blieb kinderlos.
1921 kehrte Ahmet Robenson nach Istanbul zurück und nahm eine Tätigkeit beim von den USA finanzierten YMCA auf. Er leitete die Sportabteilung der Organisation, die über eine moderne Turnhalle neben der amerikanischen Botschaft in Istanbul verfügte. Dabei arbeitete er mit dem Amerikaner Chester M. Tobin zusammen, der 1924 die türkische Mannschaft bei den Olympischen Spielen in Paris betreute. 1922 wurde im Istanbuler Stadtteil Beyoğlu das Taksim-Stadion für 8000 Zuschauer eröffnet. Robenson war an Planung und Bau dieses Stadions beteiligt, gemeinsam mit dem Journalisten Burhan Felek und Çelebizade Said Tevfik, dem Besitzer der Zeitschrift Spor Âlemi.
Nach dem Ende des Osmanischen Reichs und der Gründung der Türkei im Jahre 1923 bekamen nationalistische Kräfte zunehmend Gewicht. So sollten zur Eröffnung des Stadions im Juni 1922 in Istanbul Sportspiele stattfinden. Doch in letzter Minute beschlossen die türkischen Sportvereine, diese Spiele zu boykottieren. Sie stießen sich an den Vorbereitungstreffen im Büro des YMCA, da die Organisation christliche und amerikanische Verbindungen hatte, sowie an der Einladung von Sportlern der Besatzungsmächte und der lokalen jüdischen, griechischen und armenischen Gemeinden. Der Türkische Verein sprach sich ebenfalls gegen die Beteiligung des YMCA an der Finanzierung und Planung eines Gebäudes in Ankara aus, das soziale, kulturelle und sportliche Bildungsprogramme anbieten sollte. Dies sollte das Vorzeigeprojekt für einen geplanten türkisch-amerikanischen Freundschaftsverein werden, ein Projekt des methodistischen Theologen und YMCA-Mitglieds Asa Jennings. Robenson diente als Übersetzer und Vermittler für Jennings bei Gesprächen mit türkischen Beamten, einschließlich den Verhandlungen mit Hamdullah Suphi Tanrıöver, dem Bildungsminister und langjährigen Präsidenten des Türkischen Vereins. Trotz der Vermittlungsversuche von Robenson scheiterten die Verhandlungen im Jahr 1926. Seine eigenen sportlichen Aktivitäten hatte Robenson 1925 aufgegeben. Er wechselte auf die Funktionärsseite und wurde zum Präsidenten von Galatasaray gewählt. Doch nach drei Monaten wurden Unterschriften von Mitgliedern gesammelt, die ihm die Fähigkeiten als Organisator absprachen, und es wurde ein neuer Präsident an seiner Stelle gewählt.
Das Urteil von Winrow: „Für Ahmet Robenson war dies ein Vorgeschmack auf das, was […] folgen sollte. Bei verschiedenen Projekten, an denen er beteiligt war, musste er sich immer wieder mit den engstirnigen Ansichten kurzsichtiger, hartgesottener türkischer Nationalisten auseinandersetzen. Die zunehmende Frustration darüber, sich mit solch engstirnigen Personen auseinandersetzen zu müssen, forderte allmählich ihren Tribut von Ahmet Robenson.“
Vertreter des Türkischen Vereins behinderten auch die Arbeit an dem vom YMCA unterstützten Smyrna Welfare Council Project, einem Sozialhilfeprogramm als Teil der Pläne zum Wiederaufbau und zur Modernisierung von Izmir. Robenson arbeitete als Leiter des Sportausschusses des Rates und war verantwortlich für den Bau des ersten öffentlichen Spielplatzes in der Türkei. 1928 scheiterten die Pläne jedoch am Widerstand des Türkischen Vereins. Ahmet Robenson wurde persönlich kritisiert, weil er Flugblätter in türkischer und französischer Sprache hatte drucken und verteilen lassen, um über eine Gesundheitskampagne für die Versorgung der Kinder in Izmir mit sauberer Milch aufzuklären.

### In den USA
Mutmaßlich war es der anhaltende Widerstand türkischer Nationalisten, der Ahmet Robenson, den Winrow als „liberalen Internationalisten und frustrierten Patrioten“ charakterisiert, veranlasste, 1929 in die USA zu emigrieren; seine Frau Nina folgte ihm im Jahr danach. Seine Mutter Hannah, seine Schwester Maud und deren Mann blieben in Izmir. Zunächst lebte er mit seiner Frau Nina in Manhattan und verkaufte Orientteppiche. Mindestens einmal besuchten die Eheleute in den ersten Jahren nach ihrer Auswanderung die Türkei. Anschließend soll er nach Angaben von Familienmitgliedern Tankstellen im Raum New York betrieben haben. Im Jahr 1956 arbeitete Ahmet Robenson als Verwalter auf dem Lyndhurst-Anwesen in Tarrytown, New York, eine Anstellung, die er vermutlich durch seine Verbindungen zum YMCA erhalten hatte.
Ein kurioser Umstand in den USA war, dass Ahmet Robenson in offiziellen Dokumenten mit verschiedenen Namen aufgeführt wurde; auch seine Frau Nina gab mitunter einen anderen Namen an, wie N. Stevens. Als der Kongress am 27. Juli 1952 gemäß dem Immigration and Nationality Act eine Liste von Ausländern aufstellte, die wegen ihrer politischen Einstellung („Subversion“) ausgewiesen werden sollten, fanden sich dort die Namen Nina Yankovsky Robinson, Fatima Nina Robinson und Nina Stevens. Spencer John Bernard Robinson alias Ahmed Beye Abdullah Robinson fand sich auf einer weiteren Liste. Die Eheleute blieben aber letztlich von einer Ausweisung verschont. Winrow mutmaßt, dass sie Kontakte zu dem Parlamentsabgeordneten Frederic René Coudert junior hatten, was sie geschützt haben könnte.
Als Ahmet Robenson im Januar 1956 seine Einbürgerung beantragte, gab er für sich den Namen und die Daten seines älteren Bruders Spencer John Bernard Robinson (Yakup) an. Zudem begann er, falsche Informationen über sein bisheriges Leben zu verbreiten, wie etwa, dass er aus einer prominenten Familie stamme und mit Cecil Rhodes verwandt sei, so im Interview mit einem Journalisten. In den 1960er Jahren erkrankte Ahmet Robenson an Lungenkrebs. Seinem behandelnden Arzt erzählte er, er sei ein wohlhabender Landbesitzer in England gewesen, habe aber nach dem Zweiten Weltkrieg sein Vermögen verloren. Er starb am 3. Oktober 1965 in Tarrytown im Alter von 76 Jahren. Seine Frau Nina (* 1899) überlebte ihn um zehn Jahre.